# 38. Internationale Sechstagefahrt
Die 38. Internationale Sechstagefahrt war ein Motorrad-Geländesportwettbewerb, der vom 2. bis 7. September 1963 im tschechoslowakischen Špindlerův Mlýn (deutsch Spindlermühle) sowie im Riesengebirge stattfand. Die Nationalmannschaft der DDR konnte zum ersten Mal die World Trophy gewinnen, die Silbervase gewann zum zweiten Mal die italienische Nationalmannschaft.

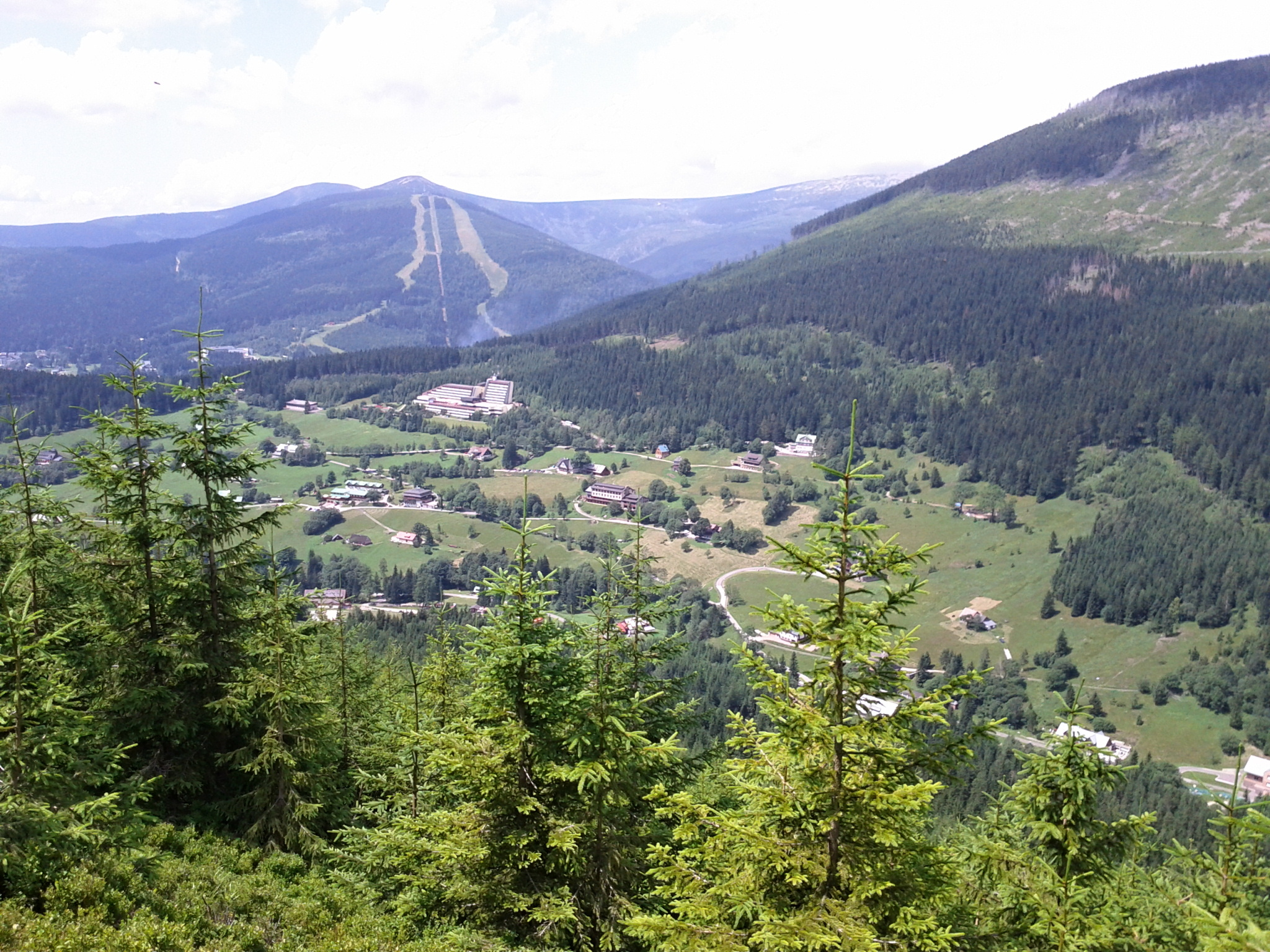
Špindlerův Mlýn, Start- und Zielort der einzelnen Etappen

## Wettkampf

### Organisation
Die Entscheidung zur Ausrichtung der Veranstaltung in der ČSSR wurde auf dem Herbstkongress der FIM 1962 in Luxemburg gefällt.
Špindlerův Mlýn trug die Veranstaltung zum zweiten Mal aus, nachdem bereits die 32. Internationale Sechstagefahrt 1957 hier stattgefunden hatte. Ausrichter der Veranstaltung war der Autoklub Republiky Československé (AKRČs).
Für den Wettkampf waren 289 Fahrer von 16 Motorsportverbänden der FIM gemeldet. Um die Trophy-Wertung fuhren Mannschaften aus acht Nationen. Zudem waren 16 Silbervasen-, 32 Fabrik- und 32 Club-Mannschaften am Start.
BRD und DDR nahmen an der World Trophy und mit jeweils zwei Silbervasenmannschafen teil. Österreich nahm mit einer Silbervasenmannschaft teil. Zudem waren 13 bundesdeutsche und zwei DDR-Clubmannschaften sowie fünf bundesdeutsche und vier DDR-Fabrikmannschaften am Start.
Insgesamt waren 1571 Kilometer Strecke zu bewältigen. An den ersten fünf Fahrtagen waren je zwei Sonderprüfungen in den Etappen enthalten. Diese zehn Sonderprüfungen waren: zwei Beschleunigungsprüfungen, eine kombinierte Beschleunigungs- und Bremsprüfung, vier Bergprüfungen sowie drei Geländeprüfungen.
Die maximal zu erzielende Gut-Punktzahl eines Fahrers lag bei 660.

### 1. Tag
Von den 289 gemeldeten Fahrern nahmen 280 den Wettkampf auf. Die Strecke des ersten Fahrtags war ein zweimal zu fahrender Rundkurs mit 156 Kilometern je Runde. Das Wetter war regnerisch.
In der World Trophy hatten Großbritannien hatte zwei Fahrerausfälle, Schweden und die BRD jeweils einen Fahrerausfall zu verzeichnen. Es führte die Mannschaft der DDR.
Bei der Silbervasenwertung führte die finnische Mannschaft vor der A-Mannschaft der DDR und der A-Mannschaft und der Tschechoslowakei.
25 Fahrer schieden aus dem Wettbewerb aus.

### 2. Tag
Die zweite Tagesetappe war wieder ein zweimal zu fahrender Rundkurs mit 139 Kilometern je Runde. Das Wetter war weiter regnerisch.
In der Trophy-Wertung hatte Polen einen Fahrerausfall zu verzeichnen. Es führte weiter die Mannschaft der DDR.
Bei der Silbervasenwertung führte wie am Vortag die finnische Mannschaft vor der A-Mannschaft der DDR und der A-Mannschaft und der Tschechoslowakei.
17 Fahrer schieden aus dem Wettbewerb aus.

### 3. Tag
Am dritten Tag wurde die Etappe des ersten Tages in entgegengesetzter Richtung gefahren.
In der Trophy-Wertung waren die Mannschaften der DDR, Italiens, der UdSSR sowie der ČSSR strafpunktfrei. Es führte nach wie vor die Mannschaft der DDR.
Bei der Silbervasenwertung führte weiter die finnische Mannschaft vor der A-Mannschaft der DDR und der Mannschaft Italiens.
22 Fahrer schieden aus dem Wettbewerb aus.

### 4. Tag
Am vierten Tag wurde die Etappe des zweiten Tages in entgegengesetzter Richtung zu absolvieren.
In der World Trophy führte unverändert die DDR-Mannschaft.
Bei der Silbervasenwertung führte die italienische Mannschaft vor der A-Mannschaft Großbritanniens und der B-Mannschaft der DDR.
23 Fahrer schieden aus dem Wettbewerb aus.

### 5. Tag
Die fünfte Tagesetappe führte über insgesamt 282 Kilometer auf einem zweimal zu durchfahrendem Rundkurs.
In der Trophy-Wertung hatte die bis dahin strafpunktfreie UdSSR einen Fahrerausfall zu verzeichnen. Auch die ČSSR kassierte zwei Strafpunkte wegen Zeitüberschreitung von František Höffer infolge eines Sturzes.
Bei der Silbervasenwertung führte die italienische Mannschaft vor der Mannschaft Österreichs und der A-Mannschaft Großbritanniens. In der B-Mannschaft der DDR schied Klaus Teuchert aufgrund eines technischen Defektes sowie Hans-Joachim Wilke aufgrund eines Sturzes mit Verletzungsfolge aus.
23 Fahrer schieden aus dem Wettbewerb aus.

### 6. Tag
Die Etappe des letzten Tages führte über lediglich 106 Kilometer bis nach Martinice v Krkonoších, wo das Schlussrennen als letzte Sonderprüfung startete. Die Strecke war ein Dreieckskurs auf Asphaltstraßen mit 7,5 Kilometern Länge. Je nach Klasseneinteilung war eine bestimmte Rundenzahl in möglichst kürzester Zeit zu absolvieren.
Vier Fahrer schieden aus dem Wettbewerb aus. Von 280 am ersten Tag gestarteten Fahrern erreichten 169 das Ziel.

## Endergebnisse

### World Trophy
| Platz | Team                            | Strafpunkte | Gut-Punkte |
| ----- | ------------------------------- | ----------- | ---------- |
| 1.    | Deutsche Demokratische Republik | 0           | 3855,802   |
| 2.    | Italien                         | 0           | 3732,399   |
| 3.    | Tschechoslowakei                | 2           | 3796,572   |
| 4.    | Sowjetunion                     | 239         | 3056,166   |
| 5.    | BR Deutschland                  | 700         | 3125,320   |
| 6.    | Polen                           | 1123        | 2599,607   |
| 7.    | Vereinigtes Königreich          | 1200        | 2588,519   |
| 8.    | Schweden                        | 1276        | 2398,891   |

### Silbervase
| Platz | Team                                           | Strafpunkte | Gut-Punkte |
| ----- | ---------------------------------------------- | ----------- | ---------- |
| 1.    | Italien                                        | 0           | 2479,676   |
| 2.    | Österreich                                     | 20          | 2349,256   |
| 3.    | Vereinigtes Königreich (A-Mannschaft)          | 200         | 2121,504   |
| 4.    | Deutsche Demokratische Republik (B-Mannschaft) | 210         | 2272,332   |
| 5.    | Finnland                                       | 303         | 2322,775   |
| 6.    | Tschechoslowakei (A-Mannschaft)                | 400         | 2226,767   |
| 7.    | Niederlande (A-Mannschaft)                     | 400         | 1933,158   |
| 8.    | Deutsche Demokratische Republik (A-Mannschaft) | 401         | 2194,257   |
| 9.    | Niederlande (B-Mannschaft)                     | 562         | 1798,931   |
| 10.   | Sowjetunion (A-Mannschaft)                     | 580         | 1790,925   |
| 11.   | BR Deutschland (A-Mannschaft)                  | 600         | 2080,277   |
| 12.   | Tschechoslowakei (B-Mannschaft)                | 600         | 1921,641   |
| 13.   | Sowjetunion (B-Mannschaft)                     | 703         | 1784,245   |
| 14.   | BR Deutschland (B-Mannschaft)                  | 1000        | 1586,054   |
| 15.   | Belgien                                        | 1100        | 1290,853   |
| 16.   | Vereinigtes Königreich (B-Mannschaft)          | 1113        | 1324,450   |

### Club-Mannschaften
| Platz | Team                        | Strafpunkte | Gut-Punkte |
| ----- | --------------------------- | ----------- | ---------- |
| 1.    | Rudá Hvězda A               | 7           | 1814,191   |
| 2.    | AMK Praha                   | 10          | 1718,226   |
| 3.    | ADAC Gau Nordheim           | 13          | 1691,505   |
| 4.    | Rudá Hvězda B               | 28          | 1709,322   |
| 5.    | AMK kraj Středočeský        | 33          | 1805,257   |
| 6.    | AMK Olomouc                 | 36          | 1724,395   |
| 7.    | AMK kraj Východočeský       | 41          | 1745,356   |
| 8.    | Barrow a D.M.C.C            | 168         | 1595,760   |
| 9.    | DMV Nürnberg                | 237         | 1426,520   |
| 10.   | Armádní tým I.              | 336         | 1308,782   |
| 11.   | Polizei Klub Hamburg        | 345         | 1545,070   |
| 12.   | ADAC Gau Hansa              | 352         | 1330,267   |
| 13.   | Armádní tým M.C.A           | 517         | 1271,102   |
| 14.   | DMV Landesgruppe Hessen I.  | 526         | 1282,523   |
| 15.   | AMK MOTOTECHNA              | 551         | 1232,101   |
| 16.   | MC Zschopau                 | 600         | 1368,838   |
| 17.   | ADAC Gau Württemberg I.     | 600         | 1330,285   |
| 18.   | AMK kraj Bratislava         | 600         | 1292,949   |
| 19.   | Armádní tým Dukla A         | 604         | 1325,074   |
| 20.   | GST                         | 626         | 1250,363   |
| 21.   | Helsingin Motor             | 648         | 1260,626   |
| 22.   | ADAC Gau Südbayern          | 703         | 1358,287   |
| 23.   | Armádní tým Dukla B         | 720         | 1113,594   |
| 24.   | Armádní tým II.             | 743         | 1184,218   |
| 25.   | DMV Landesgruppe Hessen II. | 775         | 994,687    |
| 26.   | Sunbeam M.C.C.              | 811         | 1102,630   |
| 27.   | K-N.M.V. West Holland       | 846         | 857,755    |
| 28.   | ADAC Gau Mittelrhein        | 1000        | 1476,106   |
| 29.   | ADAC Gau Nordbayern         | 1012        | 891,252    |
| 30.   | ADAC Gau Berlin West        | 1106        | 840,159    |
| 31.   | ADAC Gau Württemberg II.    | 1300        | 629,322    |
| 32.   | ADAC Gau Schleswig-Holstein | 1400        | 634,019    |

### Fabrik-Mannschaften
| Platz | Team               | Strafpunkte | Gut-Punkte |
| ----- | ------------------ | ----------- | ---------- |
| 1.    | MZ Zschopau I.     | 0           | 1935,455   |
| 2.    | ČZ I.              | 0           | 1921,187   |
| 3.    | MZ Zschopau II.    | 0           | 1920,347   |
| 4.    | GUZZI I.           | 0           | 1901,656   |
| 5.    | GUZZI III.         | 0           | 1884,193   |
| 6.    | Triumph            | 0           | 1850,848   |
| 7.    | Jawa III.          | 0           | 1884,604   |
| 8.    | Jawa II.           | 0           | 1833,061   |
| 9.    | GUZZI II.          | 0           | 1816,627   |
| 10.   | Jawa I.            | 2           | 1875,422   |
| 11.   | Hercules Sachs II. | 9           | 1668,573   |
| 12.   | IŽ II.             | 21          | 1702,174   |
| 13.   | Zweirad Union      | 200         | 1722,541   |
| 14.   | IŽ I.              | 200         | 1488,039   |
| 15.   | Jawa IV.           | 301         | 1693,255   |
| 16.   | Kovrovec I.        | 376         | 1305,789   |
| 17.   | ČZ II.             | 400         | 1587,776   |
| 18.   | MZ Zschopau III.   | 401         | 1566,435   |
| 19.   | Kovrovec II.       | 452         | 1346,291   |
| 20.   | SHL                | 500         | 1318,352   |
| 21.   | IŽ III.            | 519         | 1320,407   |
| 22.   | OSA                | 519         | 1121,897   |
| 23.   | Hercules Sachs I.  | 538         | 1435,198   |
| 24.   | Zündapp II.        | 600         | 1401,525   |
| 25.   | ČZ III.            | 600         | 1274,555   |
| 26.   | Greeves            | 600         | 1222,944   |
| 27.   | BSA                | 613         | 1196,779   |
| 28.   | Simson Suhl        | 800         | 1226,801   |
| 29.   | Royal Enfield      | 800         | 1042,348   |
| 30.   | Junak              | 909         | 1023,297   |
| 31.   | Zündapp II.        | 1000        | 943,581    |
| 32.   | Matchless          | 1100        | 789,903    |

### Einzelwertung
| Klasse  | Starter | Gold | Silber | Bronze | ohne Medaille | Ausfall/Disqualifikation | Ausfall/Disqualifikation | Ausfall/Disqualifikation | Ausfall/Disqualifikation | Ausfall/Disqualifikation | Ausfall/Disqualifikation | Ausfall/Disqualifikation | Klassensieger (Motorrad)       | Strafpunkte | Gut-Punkte |
| Klasse  | Starter | Gold | Silber | Bronze | ohne Medaille | 1. Tag                   | 2. Tag                   | 3. Tag                   | 4. Tag                   | 5. Tag                   | 6. Tag                   | Gesamt                   | Klassensieger (Motorrad)       | Strafpunkte | Gut-Punkte |
| ------- | ------- | ---- | ------ | ------ | ------------- | ------------------------ | ------------------------ | ------------------------ | ------------------------ | ------------------------ | ------------------------ | ------------------------ | ------------------------------ | ----------- | ---------- |
| 50 cm³  | 18      | 5    | 2      | 1      | 10            | 4                        | 1                        | 4                        | 1                        | 0                        | 0                        | 10                       | Günter Sengfelder (Zündapp)    | 0           | 655,788    |
| 75 cm³  | 6       | 3    | 0      | 1      | 2             | 1                        | 0                        | 0                        | 0                        | 1                        | 0                        | 2                        | Werner Schell (Victoria)       | 0           | 655,043    |
| 100 cm³ | 15      | 3    | 1      | 0      | 11            | 1                        | 1                        | 2                        | 4                        | 3                        | 0                        | 11                       | Volker Kramer (Zündapp)        | 0           | 651,333    |
| 125 cm³ | 27      | 12   | 3      | 3      | 9             | 3                        | 4                        | 1                        | 0                        | 1                        | 0                        | 9                        | Riccardo Bertotti (Moto Guzzi) | 0           | 651,307    |
| 175 cm³ | 67      | 20   | 17     | 12     | 18            | 4                        | 1                        | 5                        | 4                        | 3                        | 1                        | 18                       | Peter Uhlig (MZ)               | 0           | 651,540    |
| 250 cm³ | 87      | 32   | 8      | 7      | 40            | 6                        | 9                        | 7                        | 8                        | 8                        | 2                        | 40                       | Werner Salevsky (MZ)           | 0           | 650,989    |
| 350 cm³ | 41      | 18   | 6      | 2      | 15            | 3                        | 0                        | 2                        | 5                        | 4                        | 1                        | 15                       | Bernd Uhlmann (MZ)             | 0           | 648,231    |
| 500 cm³ | 14      | 5    | 2      | 1      | 6             | 3                        | 1                        | 1                        | 1                        | 0                        | 0                        | 6                        | Štěpán Vladimír (Jawa)         | 0           | 636,447    |
| 750 cm³ | 5       | 4    | 1      | 0      | 0             | 0                        | 0                        | 0                        | 0                        | 0                        | 0                        | 0                        | Sebastian Nachtmann (BMW)      | 0           | 660,000    |
| Gesamt  | 280     | 102  | 40     | 27     | 111           | 25                       | 17                       | 22                       | 23                       | 20                       | 4                        | 111                      |                                |             |            |

## Trivia
Die einzige Fahrerin war Mary Driver aus Großbritannien. Sie fuhr mit der Startnummer 172 auf einer Greeves, 250 cm³ und gewann in ihrer Klasse eine Bronzemedaille.
Mit dem Stuntman und Motorsportler James Sherwin „Bud“ Ekins nahm erstmals ein US-Amerikaner in einem Staat des damaligen Ostblocks an einer Motorsportveranstaltung teil. Ekins startete mit der Nummer 240 auf einer Triumph TR6 Trophy, 750 cm³ und gewann in seiner Klasse eine Goldmedaille.